# Kaštan
Kaštan (rusko Каштан, Kaštan - kostanj) je ruski topovsko/raketni CIWS sistem za zadnjo linijo obrambe. Sistem Kaštan ima dva šestcevna Gatlingova topova, ki delujeta do razdalje pet kilometrov. Za večji doseg ima tudi rakete 9M311, ki imajo doseg okrog deset km. Poleg Ruske vojne mornarice uporabljata sistem tudi Indijska in Kitajska vojna mornarica.
V Ruski vojni mornarici imajo sistem nameščene letalonosilka razreda Admiral Kuznjecov in križarke razreda Orlan.

## Uporabniki
- Ruska vojna mornarica
- Sovjetska vojna mornarica
- Kitajska vojna mornarica
- Indijska vojna mornarica